# Die schöne Prinzessin von China
Die schöne Prinzessin von China è un cortometraggio muto del 1917 diretto da Rochus Gliese. Le scene e i costumi sono firmati da Lotte Reiniger.

## Produzione
Il film fu prodotto dalla Projektions-AG Union (PAGU).